# Anđela
Anđela est un prénom féminin slaves surtout présent dans la région serbe et pouvant désigner :

## Prénom
- Anđela Bulatović (née en 1987), joueuse monténégrine de handball
- Anđela Frajtović (en) (née en 2000), joueuse serbe de football
- Anđela Janjušević (en) (née en 1995), joueuse serbe de handball
- Anđela Šešlija (en) (née en 1995), joueuse bosnienne de football